# Neo Contra
Neo Contra (OT: jap.: ネオコントラ, Neo Kontora) ist ein Arcade-Shoot-’em-up und ein weiterer Teil der Computerspielreihe Contra der Firma Konami. Im Gegensatz zu den Vorgängern bewegt sich der Spieler durch eine 3D-Umgebung, das Spielprinzip bleibt jedoch annähernd dasselbe.

## Spielprinzip
Der Spieler wählt vor Spielbeginn ein Waffenset aus, das aus drei verschiedenen Waffen besteht: Einer Primärwaffe für leicht gepanzerte Gegner, eine Sekundärwaffe für Endgegner oder schwerere Panzerung und eine Zielwaffe für fliegende Gegner oder Gegner außerhalb der Reichweite der ersten beiden Waffen.
Nach Spielbeginn findet sich der Spieler in einer Umgebung voller Gegner wieder, die es auszuschalten gilt. Dabei ist die Trefferrate wichtig, die am unteren Bildschirmrand angezeigt wird. Sie hat keinerlei Einfluss auf das Spielgeschehen, jedoch braucht man höhere Trefferraten, um in späteren Levels spielen zu können. Manche Gegner erscheinen nochmals, nachdem sie besiegt wurden, geben dann aber keine weiteren Prozentpunkte.
Die Gegner in Neo Contra besitzen meist nur eine Angriffsvariante und sind gemäß dem Arcade-Spielprinzip bei einer Kollision stets tödlich für den Spieler. Sie treten stellenweise in großen Mengen auf und können den Spieler leicht in unfair erscheinende Situationen bringen. Während des Levels treten oft Zwischengegner auf, am Ende des Levels wartet ein Endgegner auf den Spieler.